# Bratři v triku
Bratři v triku – filmowe studio produkujące filmy animowane, założone 15 czerwca 1945 roku, najstarsze w Czechach. Jednym z założycieli był Jiří Trnka. Ze studiem współpracowali m.in. Zdeněk Miler, Jiří Brdečka, Václav Bedřich, Břetislav Pojar, Štěpán Zavřel.